# Gyda Eiríksdóttir

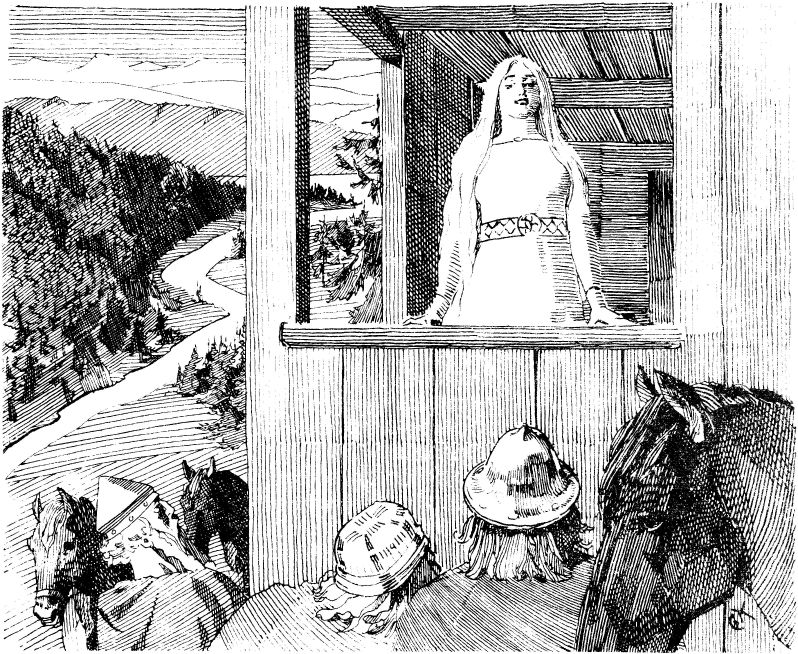
Christian Krogh: Gyda odpovídá poslům Haralda Krásnovlasého.

Gyda Eiríksdóttir byla legendární norská královna, podle ság první královna sjednoceného Norska.
Legenda o Gydě popisuje sjednocení Norska jako jakýsi milostný příběh. Gyda byla dcerou Erika z Hordalandu, jednoho z lokálních vládců v době před sjednocením. Princeznu Gyda požádal o ruku Harald I. Krásnovlasý, vládce Vestfoldu. Ta mu odpověděla, že se za něj neprovdá dřív, než „bude králem celého Norska“. Harald poté složil přísahu, že si nebude česat nebo stříhat vlasy, dokud nebude jediným králem Norska. To se stalo o deset let později, v roce 872. Harald poslal pro Gydu a připomněl jí její slib, a tak se za něj vdala.
Většina vědců dnes tento příběh považuje za jednu z literárních romancí, které byly u královských dvorů populární v době, kdy byla napsaná sága Heimskringla.

## Potomci
- Ålov Årbot (Haraldsdotter)
- Rørek Haraldsson
- Sigtrygg Haraldsson
- Frode Haraldsson
- Torgils Haraldsson